# Jérôme Suderie
Jérôme Suderie, né le 11 mars 1980, est un joueur de rugby à XV français qui évolue au poste d'arrière au sein de l'effectif du Blagnac sporting club rugby (1,85 m pour 82 kg).

## Carrière
- 2001-2005 : FC Auch
- 2005-2008 : Blagnac SCR (Pro D2)

## Palmarès
Avec le FC Auch
- Championnat de France Pro D2 :
  - Champion (1) : 2004
- Bouclier européen :
  - Vainqueur (1) : 2005[1]

Avec Blagnac SCR
- 2007 : Finaliste Fédérale 1